# Мозаечен трихогастер
Мозаечен трихогастер (Trichopodus leerii) е вид лъчеперка от семейство Osphronemidae. Видът е почти застрашен от изчезване.

## Разпространение
Разпространен е в Индонезия (Калимантан и Суматра), Малайзия (Западна Малайзия) и Тайланд.